# Амбівалентність
Амбівалéнтність (від лат. ambo — обидва і лат. valere — володіти, діяти) — психічний стан роздвоєності; співіснування протилежних відносин або почуттів (наприклад, таких, як любов і ненависть) до людини, об'єкта чи ідеї; невизначеність або нерішучість, яким напрямком слідувати чи як вчинити.
В науковий обіг це поняття запроваджено в 1910–1914 рр. швейцарським психіатром Ойгеном Блойлером (1857–1939). В психіатрії, психології та психоаналізі амбівалентність розглядають як наявність та взаємодію одночасно двох антагоністичних (протилежних) почуттів, думок або бажань (наприклад любові та ненависті).

## В психології та психіатрії
За Блойлером амбівалентність має таку структуру:
- у почуттях — афективна амбівалентність. В емоціях особи присутні два протилежні почуття до одного й того самого предмету, явища чи до тієї ж людини;
- бажаннях — вольова (добровільна) амбівалентність або амбітендентність. Коли людина не може обрати єдине рішення з двох варіантів, тобто порушення дихотомної системи;
- оцінках — інтелектуальна амбівалентність. Існування двох логічно взаємозаперечних суджень, якими керується людина у процесі мислення.

У ширшому значенні амбівалентність — це неузгодженість, суперечливість у ставленні до чогось (амбівалентність почуттів), двоїстість чуттєвих переживань, котра виражається у тому, що один і той самий об'єкт викликає в людини одночасно два протилежних почуття, тобто неоднозначність у ставленні людини до навколишнього середовища і визначенні системи цінностей. Зазвичай амбівалентність проявляється у прийнятті людиною двох взаємозаперечних тверджень чи ставлень, конфлікт яких або не помічається, або ж свідомо чи несвідомо ігнорується.
О. Блойлер також розглядав амбівалентність як одну з ознак початкового стану шизофренії.

## В соціології
Услід за Робертом Мертоном (1975) деякі школи соціології та соціальної психології (в Україні це соціолог Євген Головаха) розглядають це поняття у зв'язку з усім соціумом.

## Виноски
1. ↑  Ambivalence. — in: Free Dictionary [Архівовано 16 листопада 2013 у Wayback Machine.](англ.)